# Miloș Obilici
Miloș Obilici (în sârbă Miloš Obilić, cu alfabetul chirilic: Милош Обилић; n. 1350 – d. 28 iunie 1389, Kosovo Field⁠(d), Districtul Uroševac, Kosovo) a fost un cavaler medieval în slujba Prințului Lazăr, domnitorul Serbiei morave.
Se cunosc puține date despre biografia sa, însă este cunoscut ca fiind legendarul asasin al sultanului Murad I în Bătălia de la Kosovo din 1389.  Era înrudită cu familia vlahă Balšić (Ballsha) care domnea în Principatul Zeta (în Muntenegrul de astăzi). Deși rămâne anonim în sursele existente până în secolul al XV-lea, răspândirea poveștii despre asasinarea lui Murad în sursele florentină, sârbă, otomană și greacă sugerează că versiunile acesteia a circulat mult în Balcani pe o perioadă de jumătate de secol după eveniment. 
Exista mai multe ipoteze privind asasinarea sultanului Murad, de catre Milos Obilic.Se crede ca Miloș Obiliç se ascunse pe campul de lupta printre cadavre iar atunci cand sultanul, slab aparat de garzile de corp a inspectat campul de lupta, Milos Obilic l-ar fi ucis.O alta varianta sustine ca Milos Obilic ar fi simulat ca trece de partea turcilor si ar fi cerut sa il vada pe sultan.Ajuns in cortul acestuia, l-ar fi ucis profitand de lipsa de vigilenta a garzilor de corp ale sultanului.
Miloș a devenit o figură importantă în poezia epică sârbă, fiind așezat la cel mai mare rang de erou național în folclorul medieval sârbesc. Odată cu martirul Prințul Lazăr și pretinsa trădare a lui Vuk Brankovici, fapta lui Miloș a devenit o parte integrantă a tradițiilor sârbe în mitul Bătăliei de la Kosovo. În secolul al XIX-lea, Miloș, a ajuns să fie, de asemenea, venerat ca un sfânt în Biserica Sârbă. Astăzi, sârbii îl consideră ca parte a patrimoniului lor cultural.
În evul mediu, vlahii sârbizați erau numiți sârbi sau vlahi. Sârbii au acceptat această terminologie. Chiar în balada lui Miloș Obilici eroii sârbi sunt numiți vlahi fără vreun sens peiorativ: "Murad, Soarele Răsăritului, sfântul urmaș al lui Mahomed! Bucură-te! Imperiul Sârb este cucerit! Iată vin trei voievozi sârbi care ne îngrozeau; Ei vin să se predea, au înfipt lăncile în pământ. I-a plăcut lui Murad Sultanul…Și le-a vorbit pașalelor și vizirilor: „Viteji pașale, glorioși viziri, căpitanilor mei, să întâmpin vlahii cu piciorul sau cu mâna goală?”

## Moștenire
El a fost inclus pe locul 10 în lista și cartea din 1993 a celor mai proeminenți 100 de sârbi (sârbă: 100 најзнаменитијих Срба). Cartea cu cele 100 de biografii a fost redactată de membri ai Academiei Sârbe de Științe și Arte și anume Sava Vuković, Pavle Ivić, Dragoslav Srejović, Dejan Medaković, Dragomir Vitorović, Zvonimir Kostić, Vasilije Krestić, Miroslav Pantić și Danica Petrović.